# Kathleen Lloyd
Kathleen Lloyd (* 13. September 1948 in Santa Clara, Kalifornien) ist eine amerikanische Schauspielerin. Bekannt wurde sie durch ihre Rolle als Jane Braxton in Duell am Missouri an der Seite von Marlon Brando und Jack Nicholson.

## Karriere und Familie
Zwischen 1970 und 2003 trat sie in Filmen und Fernsehproduktionen sowie überwiegend bei den Sendern ABC, CBS und NBC in fast 50 Fernsehserien auf. Kathleen Lloyd war in diesen TV-Serien sowohl einmalig wie auch mehrfach beteiligt. Bei mehrmaliger Teilnahme stellte sie sowohl gleiche wie verschiedene Personen dar. Als Seriendarstellerin spielte sie am häufigsten in der TV-Serie Magnum (P.I. Magnum). Kathleen Lloyds Debüt war dort in der Episode Schwarzer Markt (RTL Das Seemannsgrab) die Gastrolle der Bridget Archer. Danach spielte sie von der 4. bis zur 8. Staffel 22 mal die Rolle der Staatsanwältin Carol Baldwin.
Mehrere Serien mit Kathleen Lloyd wurden auch im deutschsprachigen Fernsehen ausgestrahlt, neben  Magnum z. B. Polizeirevier Hill Street (Hill Street Blues), Harry O, Chefarzt Trapper John (Trapper John, M.D.) und Emergency Room – Die Notaufnahme.
Lloyd hat einen Sohn (* 1991).

## Filmografie (Auswahl)
- 1970: The Name of the Game (Fernsehserie)
- 1971: Ohne Furcht und Sattel (Fernsehserie)
- 1973: Incident on a Dark Street (Fernsehfilm)
- 1973: The New Perry Mason (Fernsehserie)
- 1974: Sorority Kill (Fernsehfilm)
- 1976: Duell am Missouri (The Missouri Breaks)
- 1977: Der Teufel auf Rädern (The Car)
- 1978: Die Wiege des Satans (It lives again)
- 1978: Skateboard
- 1978: Lacy and the Mississippi Queen (Fernsehfilm)
- 1979: Take Down
- 1979: Hart aber herzlich (Fernsehserie, Folge Sag mir, dass du mich liebst)
- 1979: Abrechnung um Mitternacht (High Midnight) (Fernsehfilm)
- 1980: Mach mir ein Angebot! (Make Me an Offer) (Fernsehfilm)
- 1980: Die Jayne Mansfield Story (The Jayne Mansfield Story) (Fernsehfilm)
- 1980: Der unglaubliche Hulk (The Incredible Hulk) (Fernsehserie)
- 1981: Entscheidung in Not (The Choice) (Fernsehfilm)
- 1981: The Gangster Chronicles (Fernsehserie)
- 1981: Bis zum letzten Schuß (Gangster Wars)
- 1982–1988: Magnum (Fernsehserie, 21 Folgen)
- 1982: Simon & Simon (Fernsehserie)
- 1983: Cagney & Lacey (Fernsehserie)
- 1983: Shooting Stars (Fernsehfilm)
- 1984: Airwolf (Fernsehserie)
- 1985: Sins of the Father (Fernsehfilm)
- 1985: Geliebter einer Ehefrau, (Obsessed with a Married Woman) (Fernsehfilm)
- 1986: Stingray, 1. Staffel, 4. Folge, Und manchmal bleibt dir nur der Blues
- 1987: Zwei knallharte Cops (U.S. Marshals: Waco & Rhinehart) (Fernsehfilm)
- 1987: Bestseller
- 1987–1989: Matlock (Fernsehserie)
- 1987: Mord ist ihr Hobby (Fernsehserie)
- 1990–1991: Endstation Gerechtigkeit (Equal Justice, Fernsehserie, 26 Folgen)
- 1993: Blind Love (The Man with Three Wives) (Fernsehfilm)
- 1994: Sie kannte ihren Killer (Someone She Knows bzw. Murder in the Neighborhood) (Fernsehfilm)
- 1994: Dr. Quinn – Ärztin aus Leidenschaft (Fernsehserie, 2 Folgen)
- 1996: Stimmen aus dem Grab (The Uninvited) (Fernsehfilm)
- 1999: Fly Boy
- 2001: Magnum P.I.: The E! True Hollywood Story (Interviewfilm)